# Василина (супруга Јулија Констанција)
Василина (лат. Basilina) је била друга супруга брата Константина Великог, Јулија Констанција, и мајка цара Јулијана. Верује се да је била кћи конзула (322), а потом и градског префекта Аниција Јулијана. Венчала се с Јулијем у Константинопољу. Умрла је свега пар месеци по рођењу свог јединог сина. По овој Јулијевој супрузи једно месту у Битинији је добило своје име — Васинопољ. Њена сестра била је мајка узурпатора Прокопија.